# Strade con numerazione anomala in Gran Bretagna
Nel sistema di numerazione delle strade della Gran Bretagna, essa è suddivisa in 9 Zone numerate, i cui confini sono solitamente definiti dalle strade aventi numero a cifra singola.
La prima cifra di un numero di strada dovrebbe corrispondere alla Zona su cui insiste la strada.
Se la strada interessa più Zone, allora si prende in considerazione la Zona più lontana muovendosi in verso antiorario.
La seguente tabella elenca tutte le strade britanniche che hanno numerazione anomala.  Le strade in grassetto si trovano completamente al di fuori della Zona "corretta" se si considera la prima cifra del numero; tutte le altre strade corrono per una certa parte nelle Zone corrette, ma vanno oltre ai confini, giungendo in Zone identificabili muovendosi in senso antiorario rispetto alla Zona in questione.

## Autostrade
Si noti che i confini di Zona per le autostrade sono diversi dai confini delle strade di categoria A mostrati di seguito.
| Numero dell'autostrada | Ubicazione                     | Zona/e in cui oltrepassa | Motivo |
| ---------------------- | ------------------------------ | ------------------------ | --- |
| M48                    | Gloucestershire, Monmouthshire | Zona 5                   | Questa strada era in precedenza l'autostrada M4 e, siccome si trova sia a nord dell'attuale M4, sia a ovest della M5, essa si trova nella Zona autostradale 5. |
| M49                    | Bristol, Gloucestershire       | Zona 3                   | Questa autostrada si trova interamente all'interno della Zona 3. L'autostrada fu costruita contemporaneamente allo 2nd Severn Crossing ed è verosimile che siano stati usati i numeri consecutivi M48 e M49 rispettivamente per la vecchia M4 e per la nuova autostrada.                                                                                |
| M62                    | Merseyside, Greater Manchester | Zona 5                   | La sezione da Liverpool a Manchester era stata progettata come M52, ma fu collegata alla M62 per realizzare una strada che attraversasse il paese. |
| M65                    | Lancashire                     | Zona 5                   | Il breve collegamento alla A582 è fuori Zona. |
| M271                   | Hampshire                      | Zona 3                   | Numerata come bretella della M27, per quanto sia in opposizione alle tradizionali regole di numerazione, si deve comunque tener presente che la M3 giunse a Southampton dopo che la M271 fu costruita e non poteva quindi costituire il confine della Zona, che, in alcuni documenti, risulta essere una linea retta dalla M3 junction 8 fino a Exeter. |

Sebbene sembri che la M25 contraddica queste regole, dal momento che attraversa tutte le Zone correndo attorno a Londra, di fatto non lo fa.
Infatti, non realizza un cerchio completo, poiché parte dalla Zona 2 e, procedendo in senso orario, attraversa le Zone 3, 4 e 1.
Per contro, la A282, che completa il cerchio per lo più formato dalla M25, è incorrettamente numerata: infatti, entra nella Zona 1 della categoria A in maniera erronea.

## Strade di categoria A

Le Zone di numerazione per le strade principali in Gran Bretagna

| Numero della strada | Ubicazione                     | Zona/e in cui oltrepassa | Motivo |
| ------------------- | ------------------------------ | ------------------------ | --- |
| A14                 | Northamptonshire               | Zone 5 e 6               | Il numero A14 fu scelto come un numero unico e importante per questa strada cruciale per l'attraversamento del paese. |
| A31                 | Surrey                         | Zona 2                   | In precedenza a nordest della A3 prima della realizzazione del Guildford Bypass. |
| A38                 | Midlands                       | Zone 4, 5 e 6            | La A38 è numerata come estensione dell'autostrada M5. |
| A42                 | Leicestershire                 | Zona 5                   | La A42 è numerata come estensione dell'autostrada M42. |
| A46                 | Lincolnshire                   | Zona 1                   | Le strade A5460 e A607 costituivano parte di questa strada. |
| A47                 | Norfolk                        | Zona 1                   | High Street e Humberstone Gate a Leicester ora sono state rese aree pedonali. |
| A51                 | Warwickshire                   | Zona 4                   | Si estende su una sezione resa orfana della A423 quando parte di quella strada a nordovest di Coventry fu declassata alla categoria B. |
| A55                 | Anglesey                       | Zona 4                   | La A55 sostituisce la A5 nel passare attraverso Anglesey. |
| A66                 | Cumbria                        | Zona 5                   | La A66 fu prolungata a ovest oltre la A6 per renderla una strada di attraversamento del paese. |
| A88                 | Falkirk                        | Zona 9                   | Progettata per essere prolungata verso ovest per formare la strada A80 fino a Kincardine Bridge - la A80 invece diventa la M876. |
| A89                 | Glasgow                        | Zona 7                   | La A89 attraverso Glasgow in precedenza corrispondeva in parte alla A8. |
| A167                | Durham                         | Zona 6                   | La A167 attraverso Durham in precedenza era parte della A1. |
| A168                | North Yorkshire                | Zona 6                   | La A168 in origine andava solamente da Northallerton a Dishforth e, quando fu migliorata nel 1994, fu estesa a partire dalla precedente A1, cosicché il suo estremo più occidentale si trova in una Zona diversa. |
| A177                | Durham                         | Zona 6                   | Nella Contea di Durham, il confine di Zona è formato dalla strada A1 originale (ora la A167) e non dalla autostrada A1(M). |
| A181                | Durham                         | Zona 6                   | Nella Contea di Durham, il confine di Zona è formato dalla strada A1 originale (ora la A167) e non dalla autostrada A1(M). |
| A199                | East Lothian                   | Zona 6                   | In precedenza la A199 era parte della A1. |
| A282                | Thurrock                       | Zona 1                   | Strada nuova che è importante e a cui è stato assegnato un numero A2xx. Poteva essere numerata A108 o A122, che erano al momento disponibili e inutilizzati. |
| A307                | Surrey                         | Zona 2                   | La A307 in precedenza era parte della A3. |
| A320                | Surrey                         | Zona 2                   | In precedenza a nordest della A3 prima della realizzazione del Guildford Bypass. |
| A322                | Surrey                         | Zona 2                   | In precedenza a nordest della A3 prima della realizzazione del Guildford Bypass. |
| A397                | Portsmouth                     | Zona 2                   | La A397 in precedenza faceva parte della A3. |
| A404                | Windsor and Maidenhead         | Zona 3                   | La A404 in precedenza faceva parte della A4. |
| A412                | Slough                         | Zona 3                   | |
| A414                | Ongar and Chelmsford           | Zona 1                   | Questa sezione in passato corrispondeva alla A122; infatti, l'intera sezione orientale di questa strada "oltrepassa il confine". Un'altra sezione ad Harlow in precedenza era la A11. |
| A427                | Northamptonshire               | Zona 6                   | La A427 in precedenza correva da Coventry a Oundle e, quando la nuova A14 fu aperta, fu troncata a ovest di Market Harborough. Questa sezione è stata rinumerata come B4027, A4303 e A4304. Un allineamento ancor più vecchio (prima degli anni sessanta del XX secolo), che puntava a sud da North Kilworth fino alla A45, costituisce oggi una strada non classificata (in precedenza era la B5414) e la A4071. |
| A505                | Bedfordshire                   | Zona 4                   | La A505 fu prolungata per diventare una strada di attraversamento del territorio. |
| A601                | Derby                          | Zona 5                   | Scelta come numerazione unica per la circonvallazione interna di Derby. |
| A605                | Cambridgeshire                 | Zone 1 e 4               | |
| A620                | Nottinghamshire                | Zona 1                   | La A620 fu troncata e lasciata ad est della A1. |
| A624                | Chapel-en-le-Frith, Derbyshire | Zona 5                   | La A624 in precedenza faceva parte della A6 per un breve tratto a Chapel-en-le-Frith, prima che il Chapel By-pass fosse costruito. |
| A683                | Lancashire                     | Zona 5                   | La A683 fu prolungata a ovest fino agli Heysham docks. |
| A720                | Edimburgo                      | Zona 6                   | La A720 si sviluppa attorno ad Edimburgo, un centro di numerazione, rendendo la numerazione difficile; il numero A720 fu scelto per l'apparente importanza. I numeri più importanti delle 6 zone erano già tutti utilizzati. |
| A882                | Highland                       | Zona 9                   | La A9 fu ritracciata per terminare a Scrabster invece che a John O'Groats, lasciando la A882 nella zona 9. |
| A899                | West Lothian                   | Zona 7                   | La A899 fu prolungata a sud attraverso la nuova città di Livingston, Scozia. |
| A949                | Highland                       | Zona 8                   | La A949 in precedenza faceva parte della A9. |
| A1000               | Hertfordshire                  | Zona 6                   | La A1000 in precedenza faceva parte della A1. |
| A1057               | Hertfordshire                  | Zona 6                   | Come la A1000. |
| A1068               | Northumberland                 | Zona 6                   | La A1 fu ritracciata attorno a Alnwick, lasciando fuori zona la fine della A1068. |
| A1081               | Hertfordshire                  | Zona 6                   | La A1081 in precedenza faceva parte della A6. |
| A1246               | North Yorkshire                | Zona 6                   | La A1246 in precedenza faceva parte della A1. |
| A3023               | Hampshire                      | Zona 2                   | |
| A3100               | Surrey                         | Zona 2                   | La A3100 in precedenza faceva parte della A3 (e della A31). |
| A3400               | Warwickshire                   | Zona 4                   | La strada è stata così numerata per rispecchiare la sua storia di vecchia A34. |
| A4174               | Bristol                        | Zona 3                   | La A4174 fa parte della circonvallazione esterna di Bristol. In origine si trovava interamente all'interno della zona 4, ma è poi stata prolungata fino alla A4 e poi a sud di essa. |
| A4208               | Londra                         | Zona 3                   | Il troncamento della A4 lasciò la A4208 all'esterno della zona. |
| A4300               | Northamptonshire               | Zona 5                   | La A4300 in precedenza faceva parte della A43. |
| A4303               | Leicestershire                 | Zona 5                   | La A4303 in precedenza faceva parte della A427. |
| A4304               | Leicestershire                 | Zona 5                   | Come la A4303. |
| A4500               | Northamptonshire               | Zona 5                   | La A4500 in precedenza faceva parte della A45. |
| A4501               | Northamptonshire               | Zona 5                   | Come la A4500. |
| A5127               | Staffordshire, West Midlands   | Zona 4                   | La A5127 fu prolungata a sud quando la A38 aggirò Sutton Coldfield. |
| A5140               | Bedfordshire                   | Zona 4                   | |
| A5153               | Anglesey                       | Zona 4                   | |
| A5154               | Anglesey                       | Zona 4                   | |
| A5223               | Telford                        | Zona 4                   | |
| A6004               | Leicestershire                 | Zona 5                   | La A6004 in precedenza faceva parte della A6. |
| A6010               | Manchester                     | Zona 5                   | La A6010 fa parte della circonvallazione di Manchester. |
| A6143               | Manchester                     | Zona 5                   | |
| A6144               | Trafford                       | Zona 5                   | |
| A6182               | Doncaster                      | Zona 1                   | La A1 fu ritracciata lasciando la A6182 fuori zona. |
| A8000               | Edimburgo                      | Zona 9                   | La A8000 fu troncata con la costruzione del tratto di autostrada M9, a metà strada verso il Forth Road Bridge. |

## Strade di categoria B
| Numero della strada | Ubicazione               | Zona/e in cui oltrepassa | Motivo |
| ------------------- | ------------------------ | ------------------------ | --- |
| B197                | Hertfordshire            | Zona 6                   | La B197 in precedenza faceva parte della A1                                                                                          |
| B316                | Londra                   | Zona 4                   | A4 ritracciata |
| B325                | Londra                   | Zona 4                   | A4 ritracciata |
| B455                | Londra                   | Zona 3                   | |
| B470                | Windsor and Maidenhead   | Zona 3                   | |
| B576                | Northamptonshire         | Zona 6                   | A6 ritracciata |
| B645                | Northamptonshire         | Zona 5                   | A6 ritracciata |
| B855                | Highland                 | Zona 9                   | La A9 fu ritracciata a ovest di questa strada, per terminare a Scrabster.                                                            |
| B876                | Highland                 | Zona 9                   | La A9 fu ritracciata a ovest di questa strada, per terminare a Scrabster.                                                            |
| B1043               | Cambridgeshire           | Zona 6                   | La B1043 in precedenza faceva parte della A1.                                                                                        |
| B1164               | Nottinghamshire          | Zona 6                   | La B1164 in precedenza faceva parte della A1.                                                                                        |
| B1198               | Durham                   | Zona 6                   | Nella Countea di Durham la strada A1 originale (ora A167), non l'autostrada A1(M), costituisce il confine di zona.                   |
| B1217               | Leeds                    | Zona 6                   | Prolungata lungo la vecchia A642 quando la M1 fu prolungata.                                                                         |
| B1224               | North Yorkshire          | Zona 6                   | Nella Countea di Durham la strada A1 originale (ora A167), non l'autostrada A1(M), costituisce il confine di zona.                   |
| B1284               | Durham                   | Zona 6                   | Nella Countea di Durham la strada A1 originale (ora A167), non l'autostrada A1(M), costituisce il confine di zona.                   |
| B1350               | Edinburgh                | Zona 9                   | Sebbene la B1350 sia una continuazione della London Road, il miglio rimanente della A1 si trova a sud di questo punto.               |
| B3000               | Surrey                   | Zona 2                   | A3 ritracciata |
| B3004               | Hampshire                | Zona 2                   | |
| B3006               | Hampshire                | Zona 2                   | |
| B4640               | West Berkshire           | Zona 3                   | |
| B4666               | Hinckley, Leicestershire | Zona 5                   | La B4666 in precedenza faceva parte della A47.                                                                                       |
| B4667               | Hinckley, Leicestershire | Zona 5                   | La B4667 in precedenza faceva parte della A447.                                                                                      |
| B4668               | Hinckley, Leicestershire | Zona 5                   | La B4668 in precedenza faceva parte della A47.                                                                                       |
| B4669               | Leicestershire           | Zona 5                   | |
| B5060               | Telford                  | Zona 4                   | |
| B5061               | Shropshire               | Zona 4                   | |
| B5070               | Wrexham                  | Zona 4                   | La B5070 in precedenza faceva parte della A5.                                                                                        |
| B5072               | Telford                  | Zona 4                   | |
| B5444               | Swansea                  | Zona 4                   | C'era già precedentemente, e tuttora esiste, una strada B5444 a Mold, facendo ritenere che questa numerazione sia erronea.           |
| B5477               | Shropshire               | Zona 4                   | Fino alla sua rinumerazione del 2004, questa era la sezione nord della B4370 (Little Stretton - Church Stretton - All Stretton).     |
| B6241               | Preston, Lancashire      | Zona 5                   | La B6241 fu prolungata a ovest della A6.                                                                                             |
| B6280               | Darlington               | Zona 1                   | Nella Countea di Durham la strada A1 originale (ora A167), non l'autostrada A1(M), costituisce il confine di zona                    |
| B6291               | Durham                   | Zona 1                   | La sezione originale all'interno della Zona 6 fu rinumerata per divenire un'estensione della A688.                                   |
| B6420               | Nottinghamshire          | Zona 1                   | La A1 fu ritracciata, lasciando il suo punto di inizio all'esterno della Zona.                                                       |
| B6469               | Manchester               | Zona 5                   | |
| B6541               | Middlesbrough            | Zona 1                   | La B6541 in precedenza faceva parte della A66.                                                                                       |
| B7201               | Dumfries and Galloway    | Zona 6                   | La B7201 in precedenza faceva parte della A7, prima che fosse costruita la circonvallazione di Canonbie; poi fu anche numerata B720. |
| B9080               | West Lothian             | Zona 8                   | La B9080 in precedenza faceva parte della A9.                                                                                        |
| B9150               | Highland                 | Zona 8                   | La B9150 in precedenza faceva parte della A9.                                                                                        |
| B9163               | Highland                 | Zona 8                   | A9 ritracciata |
| B9164               | Highland                 | Zona 8                   | A9 ritracciata |
| B9169               | Highland                 | Zona 8                   | A9 ritracciata |
| B9176               | Highland                 | Zona 8                   | La B9176 in precedenza faceva parte della A9                                                                                         |
| B9177               | Highland                 | Zona 8                   | La B9177 in precedenza faceva parte della A9                                                                                         |

## Irregolarità non basate sul sistema di zonizzazione
| Numero di strada | Ubicazione                                                                      | Motivo |
| ---------------- | ------------------------------------------------------------------------------- | --- |
| A135             | Stockton-on-Tees                                                                | Le altre strade A13x si trovano nell'Inghilterra meridionale.                                                                    |
| A139             | Stockton-on-Tees                                                                | Le altre strade A13x si trovano nell'Inghilterra meridionale.                                                                    |
| A176             | Basildon, Essex                                                                 | Le altre strade A17x si trovano nel North Yorkshire o nella Countea di Durham.                                                   |
| A180             | Grimsby                                                                         | Le altre strade A18x si trovano nel nordest. La A180 è numerata come prolungamento della M180.                                   |
| A249             | Maidstone - Sheerness, Kent                                                     | Le altre strade A24x si trovano nel Surrey.                                                                                      |
| A403             | Strada di Avonmouth, South Gloucestershire                                      | Le altre strade A40x si trovano nella o attorno alla Greater London                                                              |
| A437             | Hillingdon, Greater London                                                      | Le altre strade A43x si trovano nel Gloucestershire, nell'Oxfordshire o nel Warwickshire.                                        |
| A491             | Bromsgrove - Stourbridge                                                        | Le altre strade A49x si trovano nel North Wales.                                                                                 |
| A500             | Stoke-on-Trent "D"-road                                                         | Le altre strade A50x si trovano a Londra, nell'Inghilterra meridionale e nel Northamptonshire.                                   |
| A506             | Liverpool                                                                       | Le altre strade A50x si trovano a Londra, nell'Inghilterra meridionale e nel Northamptonshire.                                   |
| A594             | Una in Cumbria, un'altra a Leicester                                            | Ci sono due strade A594, che sono chiaramente strade diverse. La versione della Cumbria è precedente alla versione di Leicester. |
| A598             | Barnet, Greater London                                                          | Le altre strade A59x si trovano in Cumbria (ma si veda la precedente A594)                                                       |
| A601(M)          | Carnforth, Lancashire                                                           | La "A601(M)" dovrebbe essere una sezione migliorata della strada A601, che però è tutt'altra strada di Derby.                    |
| A1042            | Una a Redcar, un'altra a Norwich                                                | Ci sono due strade A1042, che sono chiaramente strade diverse. La versione di Redcar è precedente alla versione di Norwich.      |
| A1114            | Una a Chelmsford, un'altra a Gateshead                                          | Ci sono due strade A1114, che sono chiaramente strade diverse.                                                                   |
| A1199            | Una a Islington, un'altra a Woodford (entrambe si trovano nella Greater London) | Ci sono due A1199, che sono chiaramente strade diverse.                                                                          |